# Artur Soares Dias
Artur Manuel Ribeiro Soares Dias (Vila Nova de Gaia, 14 de julio de 1979) es un árbitro de fútbol de Portugal que pertenece a la UEFA.

## Trayectoria
Soares Dias fue nombrado árbitro FIFA en 2010. Arbitró los primeros partidos internacionales en la UEFA Europa League en la temporada 2012-13. También dirigió los play-offs entre Italia y Suecia de la Eurocopa Sub-21.
Artur también fue designado para la Copa Mundial de Fútbol Sub-20 en Nueva Zelanda el 2015, donde arbitró los cuartos de final entre Estados Unidos y Serbia. 
En 2016, fue designado para dirigir la vuelta del partido de la tercera ronda previa de la Liga de Campeones de la UEFA 2016-17 entre el Mónaco y el Fenerbahçe.
En 2022 fue designado para arbitrar la vuelta de los cuartos de final de Europa League entre el FC Barcelona y el Frankfurt